# Domiciano de Astorga
Domiciano o Dommiano fue obispo católico de Astorga a mediados del siglo IV.
La única referencia histórica sobre este prelado es su asistencia al concilio celebrado en Sárdica cerca de los años 343 o 347, al que viajó acompañando a los obispos hispanos Osio de Córdoba, Aniano de Cástulo, Florencio de Mérida, Casto de Zaragoza y Pretextato de Barcelona; en las actas del concilio suscribió por delante de estos dos últimos, por lo que se le supone con antigüedad suficiente como para haber sido consagrado hacia el año 340. También consta su firma en la carta enviada por los padres conciliares al papa Julio I. 
Es posible, aunque no hay constancia de ello, que tras la clausura del concilio regresara a Hispania y asistiera al concilio de Córdoba del año 350; tampoco se conoce la fecha exacta de su muerte.